# From Russia with Love (televisieprogramma)
From Russia with Love is een Nederlandse realityserie op RTL 5 die bedacht is door Ewout Genemans.
Het programma volgt een aantal Nederlandse (en één Vlaamse) vrijgezelle mannen die op zoek gaan naar een partner in het voormalig Oostblok.
Achterhoekers Gerben (29) en Jeroen (27) reizen af naar Kiev en worden daar in contact gebracht met vrouwen via een datingbureau. Niels (53) en Christiaan (38) gaan via een georganiseerde busreis verschillende Oekraïense dorpen langs om vrouwen te ontmoeten. René (46), Hartwin (31) en Herman (36) hebben al een mogelijke partner gevonden, respectievelijk uit Wit-Rusland, Oekraïne en Rusland, en worden gevolgd bij hun eerste ontmoetingen met de vrouwen.